# Mimudea achroa
Mimudea achroa là một loài bướm đêm trong họ Crambidae.